# پارک ملی انری پیتیر
پارک ملی انری پیتیر (به اسپانیایی: Parque nacional Henri Pittier) یک پارک ملی در ونزوئلا است.